# 生理の貧困
生理の貧困（せいりのひんこん、英語: period poverty）、月経の貧困とは、月経（通称 生理）対処のための衛生用品（生理用品）や教育、衛生設備、廃棄方法、またはこれら（月経衛生対処）へ複合的なアクセスが困難・不十分な状態、問題を指す。
日本では経済面にフォーカスし、経済的な理由等から生理用品の入手が困難な状態にあることを言うことが多いが、世界的には、経済面だけでなく、月経にまつわる不利な状況を広く指す言葉として使われている。（本記事で「女性」は生物学的な意味で用いている。）

## 概要
2016年にイギリスで使われるようになった言葉で、当初はこの言葉は、イギリスの低所得世帯の女性と女子の間で、生理用品の購入が困難という問題が増えている、ということを示しており、イギリスの緊縮財政政策による市民の苦境とフェミニズムの台頭の中で生まれた。アメリカ医学女性協会（American Women’s Medical Association）は生理の貧困を、「月経に関する衛生的な手段や教育が十分に行き届いていない状態を指す」としている。明治大学の秋保さやかは、国際開発における生理の貧困の内容として、「月経に関する資源、支援の欠如や、身体的・心理的苦痛、苦悩、経血を周囲の人に見られることやその臭いへの不安、嘲笑を懸念し授業を欠席すること、ジェンダーに配慮された水衛生（WASH、水・トイレ・衛生）設備の欠如」を上げている 。健康的な生活を送る条件には、ジェンダーによる差異がある。生理現象である排泄に対してはトイレットペーパーが（少なくとも日本では）一般的にトイレに配備されている一方、同様に生理現象である月経対処に対する配慮がなく、大阪大学の杉田映理は、ジェンダー配慮の欠如ではないかと評している。
生理の貧困は、様々な社会的、経済的、文化的要因によって引き起こされる。女性は男性に比べて賃金が低く不安定な雇用が多く、経済的困窮に陥りやすい社会構造があることから、女性の貧困率は高く、女性の貧困が生理の貧困につながっている。社会的・文化的に月経は恥ずべきものという考えが強く、女子たちは月経という経験に不安を感じ、生理用品を手元に置くことが少なくなり、また友人や家族と月経の健康問題・ヘルスケアについて話すことが少なくなる。月経は歴史的に社会において、女性の劣等性を主張する手段であり、選挙や政治、市民社会に参加するには、女性は生理学的に不適格であることを示す「呪い」として使われてきた。エディンバラ・ネピア大学のカースティン・マックロードは、社会の中で女性にとって月経は「ジェンダーのスティグマと社会的不名誉として機能し、その存在が恒久的に続く」と述べている。
生理の貧困は、月経衛生対処（Menstrual hygiene management、MHM）が不十分な状態である。月経衛生対処とは、「女性と思春期の女子が経血を吸収する清潔な生理用品を使い、それをプライバシーが確保される空間で月経期間中に必要なだけ交換でき、石鹸と水で必要な時に体を洗い、使用済みの生理用品を廃棄するための設備にアクセスできること」である（WHO）。UNESCOは女子や女性をとりまく環境について、月経衛生対処には以下のことを整えていくことが必要だと示した（括弧内は大阪大学の杉田映理による追記）。

1. 正確で時宣を得た（月経に関する）知識
2. 安全かつ手ごろな価格で、入手可能な生理用品
3. （安全かつ衛生的でプライバシーが確保された）トイレと（手や体を）洗うための設備
4. 生理用品の安全で衛生的な廃棄
5. （月経に関する）知識を持ち安心できる（教員やヘルスワーカー等の）専門家
6. 保健サービスへの紹介とアクセス
7. （月経に関する）ポジティブな社会規範
8. （月経に関する）アドボカシーと政策
—UNESCO（2014年）
月経衛生に対する権利は、国連の持続可能な開発目標（SDGs）と、国連の条約で定められた権利に基づいている。
月経をめぐる日常的な困りごとは「驚くほどたくさん」あり、月経のある女性は、月経に向けられる視線（月経観）や規範の中で、その影響を受けながら月経を経験し続ける。月経をめぐる経験における課題は、途上国だけでなく、アメリカや日本のような先進国にもある。例えばアメリカでは、月経のある女性の7割が月経により仕事や学校を休んでおり、月経のある25歳未満の 3 分の 1 は、生理用品の購入に苦労している。アメリカでは2,500万人近くが貧困ライン以下で生活しているが、生理用品はフードスタンププログラム（補助的栄養支援プログラム）の対象になっていない。
日本で生理の貧困の当事者の取材をしてきたライターのヒオカは、日本の当事者の取材から見えてきた要因として、①経済的困窮、②ネグレクトや虐待・生理ヘイト、③父子家庭で生理用品が用意されず必要だとも言い出せない環境・父親や夫などの家族からの不理解によるもの、④性教育の不足・知識不足、を上げており、時に2つ以上の要因が重なる複合的なものであると述べている。2021年3月の国際NGOのプラン・インターナショナルのアンケート（15歳-24歳を対象）では、経済的な理由以外に、羞恥心により購入に躊躇いがあることや、家族の無理解により入手ができない場合があることが示されている。生理の貧困に陥っていることはわかりづらく、特に子どもの生理の貧困は外から見えにくい。
歴史的に軽んじられてきた月経に関する問題が社会課題として顕在化したのには、SNSとコロナ禍が大きな要因となった。2010年代にSNSの広がりに伴い、フェミニズム的な問題にまつわるハッシュタグにより、住む場所や仕事、年齢、性別を超えてつながり合い、情報共有や問題提起、抗議活動を行うムーブメント「ハッシュタグ・フェミニズム」が起こり、こうした場があったことで、ハッシュタグ「#PeriodPoverty」により、生理の貧困に関する声と情報が集積した。これが後押しになり、生理の貧困ムーブメントは一種のフェミニズム運動と呼べるまでに成長し注目を集めた。コロナ禍では貧困問題が大きく社会問題化し、人々の関心を集めたため、その一つとして、経済的な貧困としての生理の貧困が注目され、周辺にあった月経に関する非物質的な問題も顕在化することとなった。
月経に関する社会的、経済的、政治的、文化的障壁は、世界で約500万人に影響を与えていると言われる。

### 社会課題として
これまで個人が解決すべきこととされてきた月経衛生対処の問題、「生理の貧困」対策は、近年国際社会では「社会全体で解決すべき課題」に変わってきている。
人間の尊厳や人権、健康に関わる問題、深刻な社会問題として捉えられており、国際開発では、ジェンダー平等、女子教育の向上、衛生分野における女性配慮などの観点から、月経衛生対処が開発支援の対象とされている。月経をめぐる問題を語り、可視化し、それを打ち破ることは、女性のエンパワーメントに向かうベクトルの「エネルギー」になるとみなされ、推進されてきたと思われる。
2012年に WHO・UNICEF が 上記の UNESCO の定義の内 1 - 4 を、2014年に UNESCO が 5 - 8 を追加して示しており、女子や女性個人のミクロな環境だけでなく、広く社会のシステムとして月経に対処しやすい環境を整えることの必要性を明示した。近年では上記の8つに取り組むことを、月経にまつわる健康と衛生（Menstrual Health and Hygiene：MHH）と呼ぶ組織が増えている。これは、月経衛生対処より月経にまつわる健康と衛生（MHH）の方が広義で、「月経に伴う心理的、社会的・政治的、環境的な要因が、女性の精神面や身体面の健康に与える影響も含む概念である」という理解に基づくためであり、UNICEFが2019年に発行した手引きも、『女性の健康と衛生の手引き（Guidance on Menstrual Health and Hygiene）』となっている。

### 多様な側面

#### 健康・衛生問題
生理用品の着用の影響
生理用品は、膣および外陰部という浸透性が高く、化学物質や刺激物に対して敏感な部分に使用される。膣壁には動脈、血管、リンパ管が多くあり、化学物質は末梢循環を介して血液に移動する。ナプキン・タンポン・おりものシート等の生理用品が外陰部への物理的な刺激やアレルゲンとなり、慢性的なかゆみ・かぶれが生じることがある（接触性皮膚炎）。
生理用品の不足の影響
生理用品の不足は、女性の身体の健康に様々な悪影響を及ぼす可能性がある。生理用品の交換回数を必要より減らしたり、交換を忘れたり、不衛生な代用品を使うことで、生殖器感染症や尿路感染症を引き起こす恐れがあり、生理用品の長時間使用で外陰部や腟が蒸れたり不衛生になることで、大腸菌、ブドウ球菌、溶連菌等の腟の中の常在菌が病的に増殖して細菌性膣炎を生じたり、カンジダ菌（真菌）が病的に増殖し外陰膣カンジダ症（性器カンジダ症）を生じることがある（外陰膣カンジダ症は性行為による感染はそれほど多くなく、女性には膣内にカンジダ菌が常在している人がおり、常在するカンジダ菌の増殖による自己感染が多い）。

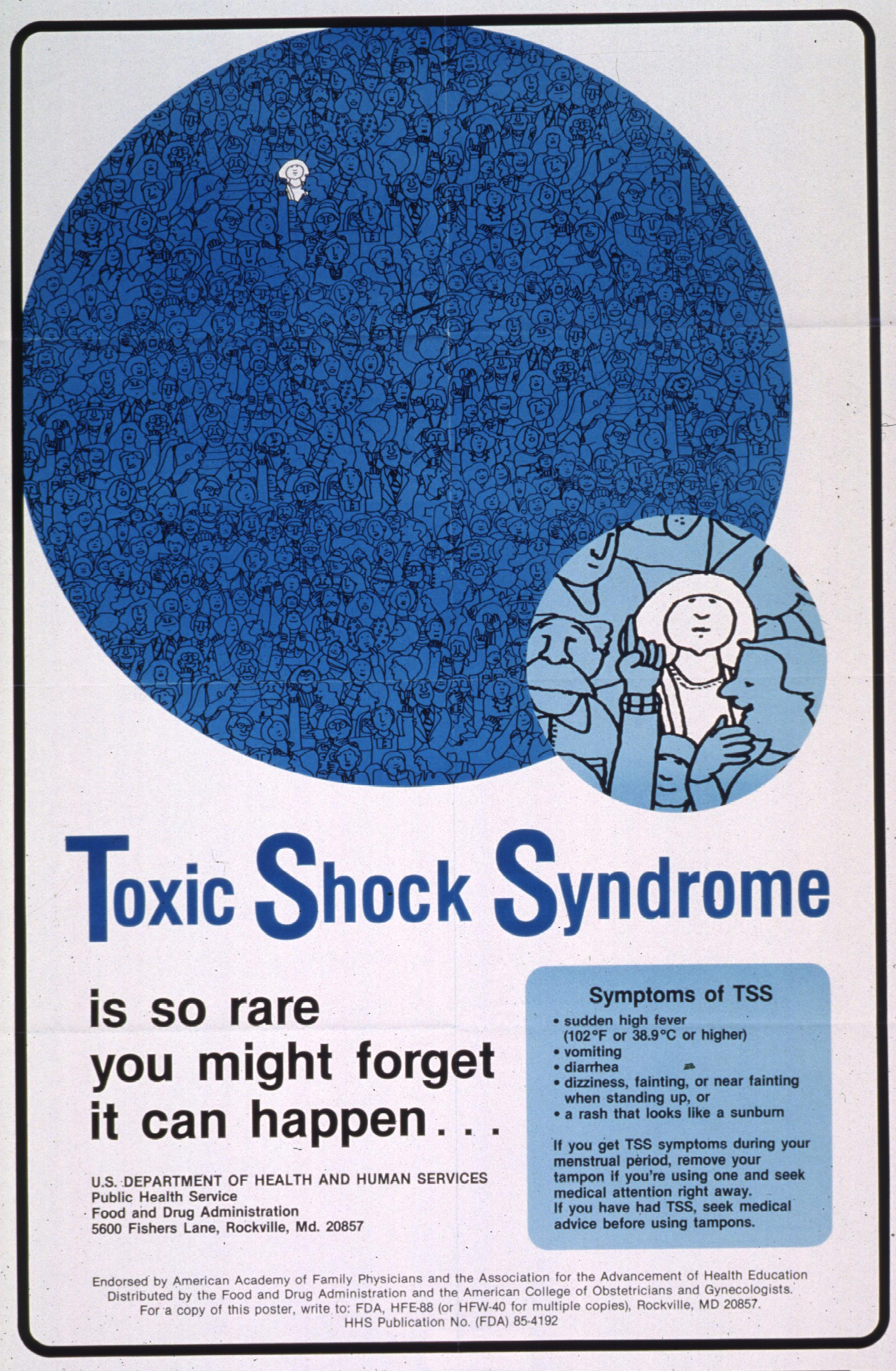
アメリカ食品医薬品局による毒素性ショック症候群の啓発ポスター（1985年）。「毒素性ショック症候群はとても稀、でも起こる可能性があることを決して忘れないで…」と書かれている。

生理用品に使われるコットンは時間経過によりバクテリアが多くなり、カビが生えやすくなり、さらに生理用品の保管場所に湿気が多いと、使用期限（乾燥した状態で保管した場合は5年）前にカビが生える可能性が高くなるが、カビは製品の内側で生じるため、目で見て判断することはできない。ナプキンやタンポンを使用期限を過ぎて使用すると、膣で細菌や真菌が増殖しやすくなり、かゆみや刺激が起こり、膣分泌物が増えることがある。タンポンを8時間以上挿入したままにすると、黄色ブドウ球菌による敗血症である毒素性ショック症候群等の重い症状を引き起こす可能性がある。こうした状況には、必要な生理用品の不足の影響があり、アメリカの10代の若者の51％が、推奨されている使用時間を超えて生理用ナプキンやタンポンを使用していると報告されている。毒素性ショック症候群は稀な病気だが、患者の半数はタンポンを使用する女性であり、若年者ほど抗体が少なく危険が大きい。
なお、化学物質の浸透性が高い部分に装着するにも関わらず、タンポンや生理用ナプキンを含む女性用衛生製品に含まれる様々な化学物質について、成分の開示を要求する規制はほとんどない。
月経不随症状等の心身症状による生活への影響
月経異常とは診断されなくても、月経中や月経前に様々な身体的苦痛を多くの女性が経験している。排卵周期における性ホルモン変動により、月経直前から月経期間中には、子宮の収縮による腹痛・腰痛などの月経随伴症状が生じる。このうち器質的異常を伴わないものは、①月経期に出現する機能的月経困難症、②黄体期に出現する月経前症候群/月経前不快気分障害、の2つに大別されるが、周期的に繰り返され生活の質に悪影響を及ぼす。身体症状としては、腹痛・腰痛・下痢・頭痛・貧血等の身体症状、イライラ・憂鬱感・怒りっぽい・無気力等の精神症状、仕事や家庭生活に支障をきたす社会的症状等があり、腹痛・腰痛・下痢は月経中に生成されるプロスタグランジンによるもの、頭痛は女性ホルモンの一つであるエストロゲンの作用、貧血は生理中の経血量が多い場合それに由来し、イライラ・憂鬱感・怒りっぽいといった症状は、生理にともなうホルモンの変化による。女性の50-80％が経験しているといわれ、症状の種類や程度は人によって異なると言われる。こうした月経随伴症状を当事者が「ホルモンバランスの乱れ」によると言うこともあるが、基本的には性ホルモン変動自体が排卵周期における正常なものであり（正常に「変動」しているが「乱れ」てはいない）、適切なセルフケア、薬物療法が必要となる。
また、月経の直前ではなく3-10日ほど前から様々な精神的あるいは身体的症状が出てくる人も多く、月経前症候群（PMS）と呼ばれる。下腹部膨満感、下腹痛、腰痛、頭痛、乳房痛、浮腫み、倦怠感、眠気、食欲亢進などの身体症状、イライラ、抑うつ、情緒不安定。集中力低下などの精神症状等、症状は非常に多彩で、月経前症候群は生理が始まれば軽くなったり、治まったりする。このうち、精神症状が非常に重く日常生活や対人関係に著しく悪影響があるほど重症の場合は、月経前不快気分障害（PMDD）と呼ばれ、DSM-5では抑うつ性障害に分類されている。また、うつ病、パニック障害、気分変調症、パーソナリティ障害などの精神疾患や喘息、アレルギー性疾患、てんかんなどの身体的疾患の症状が、月経前に悪化しコントロールが悪くなることがしばしば臨床で観察されている。うつ病のような精神疾患が月経前に悪化することは、月経前増悪（PME）と呼ばれている。
日常生活に支障をきたすほど月経随伴症状が病的状態の場合、症状が起こる時期によって「月経前症候群」、「月経困難症」等と呼ばれる。機能性月経困難症は10-20代に多く、著しい痛みはほとんどの場合、一日前後の短い時間に集中的に起こる。
月経不随症状の自己認識と社会
月経は社会から隠すべきとされており、月経に関わる全て、経血や生理用品、上記の症状等、月経中であることを気づかれないよう取り繕い、隠すことが女性のエチケットだとされてきたが、これを守るには多くの気遣いを伴い、月経中の女性の負担は大きい。こうした習慣、慣行は、ジェンダー階層の産物であり、ジェンダー階層の強化であるという指摘もある。
月経痛やPMSの症状について、苦しんでいても「表現しにくい」「わかってもらえない」「我慢するものだから」といった理由で我慢し、周囲に伝えない人が多く、周囲の人に理解してもらえず辛い思いをする人も少なくない。株式会社ツムラが2022年に日本で行った「15歳-49歳の生理の経験がある6,000人を対象にした生理・PMS（月経前症候群）への本音調査」では、生理痛やPMSの症状で辛くても「周りの人に伝えない」が約5割だった。生理痛やPMSについて周囲の人に理解してもらえず、「辛い思いをした」が約6割であった。また、生理前や生理中の症状には様々であり、同じ症状、例えば「腹痛」でもその感じ方は多様であった。また、約7割は「自分の症状の程度がわからない」と回答しており、月経痛の多様さや個人差から、自分の症状は正常の範囲内なのか異常なのか、どのような状態かわからない人が多いようである。「医学的に知りたい」人は63.4％で、医学的知識を求める人も多い。
また日本や韓国では、生理痛や月経前症候群（PMS）の対策として使われるピル、ミレーナ、月経カップといった新しい対処への偏見があり、選択のハードルが高いという問題もある。体内に挿入するタイプの器具の使用に対して、膣に製品を挿入することをタブーと見なす社会、挿入された器具が処女膜を傷つけるとする誤った一般認識が障害となっている。ピルは避妊のための薬という固定観念からピルを使う女性は「ふしだら」という偏見を持つ人もおり、ピルを使うと「不妊になる」というデマを信じる人もいる。

#### 経済的問題

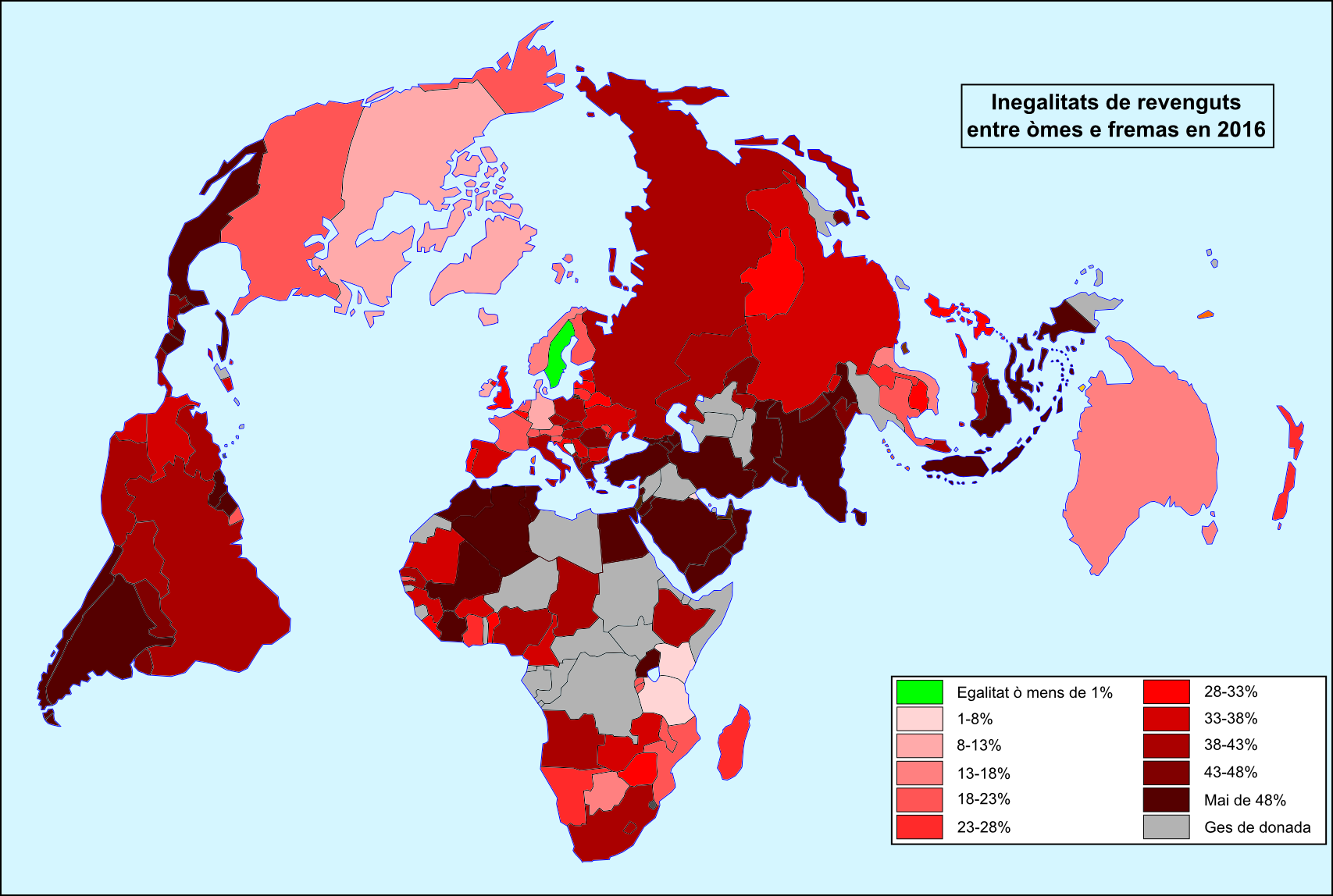
2016年時点での各国のジェンダーによる賃金格差。色が濃いほど格差が大きい。

経済的貧困は、生理用品（主に消耗品）を毎月購入することを困難にする。生理用品の経済的負担は、月経が始まってから終わるまで（おおむね10代前半から50代まで）月々継続的に発生する。個人差はあるが、月経はおおよそ28日間の周期で起こり、3－7日間続くことが一般的である。子どもを産む人、一人当たりが産む人数が多かった明治時代に比べ、月経のある現代女性の生涯月経回数は、明治時代の約9倍である（妊娠中は月経がないため）。日本を例にすると、仮に12歳から50歳までを月経のある期間とした場合、平均的な月経周期では計で約1万枚のナプキンを使用し、1か月あたりの生理用品に費やす金額を1000円とした場合、累計すると生理用品代に50万円近く費やすことになる。月経対処を広義に考えるなら、鎮痛剤などの薬、気持ちを紛らわせるための嗜好品、冷えた身体を温めるカイロ、生理用防水シート・経血用洗剤等の経血による汚れの処置のための用品も含まれると考えられる。
またヒオカは、生理の貧困の側面として、経済的に困窮した場合に、周りからわからない、「見えない」部分への出費から削られがちという心理があると述べている。
女性は男性に比べて賃金が低いこと、非正規雇用が多いことから、女性が経済的困窮に陥りやすい社会構造がある。ひとり親世帯の母親や若年女性、単身女性等、月経のある女性たちの貧困率は高く、女性の貧困が生理の貧困につながっている。
日本の団体「#みんなの生理」が高校生以上の学生を対象に行ったアンケート調査（2021年、回答671件）では、2020年から過去1年の間で、金銭的な理由によって生理用品の入手に苦労した割合が20.1%、生理用品の交換頻度を減らした割合が37.0%、経血の処理に生理用品以外のものを利用した割合が27.1%となっている。生理用品の他に、鎮痛剤や低用量ピルを買う負担が大きいとの意見も目立つ。
経済的な問題に生理を恥と見なす風潮も相まって、生理用品を購入できない若い女性がおり、特に学生の精神状態に影響を及ぼしているという指摘がある。ジョージ・メイソン大学の研究者らが2019年に行ったオンライン調査（対象：高等教育機関に通う女性 471 人）では、10％が毎月生理の貧困を経験しており、このうち7割近くが中程度または重度のうつ病を報告していた。
また、生理の貧困は、女性向け商品は男性向けの同様の商品より高額な傾向があるという「ピンク税」の問題と関連があるとみなされている。

#### 個人の尊厳・人権問題
月経への理解がない家族や学校から必要なサポートを受けられず、求めても与えられず、「汚い」等の蔑みや心無い対応を受けたり、家庭ですら人目を憚って行動したり、生理用品が不十分な状態で経血漏れを意識しつづけるといった生活は、人の自尊心を傷つける。生理用品を気兼ねなく使える環境があること、月経衛生対処は、人権の観点からも重要とみなされており、UNウィメン日本事務所所長の石川雅恵は、「「生理の貧困」の根源は人権問題であり、女性が衛生的に生活できる環境の確保も、守れらるべき「基本的人権」である」と述べている。
生理の貧困の生活体験に関する論文を書いたアリソン・ブリッグスは、月経に対するスティグマ（偏見）について、自分が周囲からどう思われるか（社会的評価、世間体）、どう思われていると信じるか（自己認識、自己イメージ）に、非常に有害な影響を与える可能性があると指摘している。生理の貧困の問題は、貧困への偏見と月経への偏見という二重のタブーがある。アリソン・ブリッグスは、生活必需品の援助を受けることで着せられる汚名や、「月経に関する一般的なタブー」や、社会が「月経は隠されるべきものだと決めてかかっている」ことも加わり、月経のある女性にとって「実際の身体的不快感だけでなく、面目を潰され、屈辱を受ける体験」となる、二重苦であると述べている。
月経は女性の生殖器の機能の一つであり、リプロダクティブ・ヘルス/ライツ（SRHR）の一要素である。日常的な月経の問題は、リプロダクティブ・ヘルス/ライツの課題とはなかなかみなされなかったが、月経衛生対処や生理の貧困への注目が高まったことで、近年では課題と位置付けられる傾向にある。リプロダクティブ・ヘルス/ライツに対しては世界的に反発もみられるが、一方で月経に対する活動は増加している。

#### 月経教育の問題
思春期が始まる年齢は女子の場合は8歳から13歳であり、専門家の間では、小学2年生までに性器を含め自分の身体について医学的に正しい理解を得る必要があるというコンセンサスがある。適切な性教育・月経教育を受けられず、自分に何が起こるかの準備ができていない場合、女子たちは初めて月経になった時に、大きなトラウマと恐怖を覚える可能性がある。子ども達を守ろうとするあまり、無知なままにしておこうとする動きも強いが、教育を受けさせないことは、実際には子ども達に不利益を与えている。無知な状態で迎える初経は衝撃的な体験になると思われる。ノルウェーのアグデル大学で月経の文化を研究するカミラ・ロストビクは、20世紀初頭に入っても欧米社会では月経が話題に上がることはほとんどなく、思春期の女子の多くは初めての月経で自分の身体に何が起きているのを理解できず、「自分は死ぬのだ」と思った女子がたくさんいたと述べている。
九州大学の丸野佳乃子は、「月経を生理的で健康な兆候とポジティブに捉えるか、あるいは病的なもの、汚らわしいもの、煩わしいものなどネガティブに捉えるかによって、生涯の過ごし方や生活の質が非常に変わってくることも指摘されている。また、月経前の時期には身体の水分が蓄積し、気分がいらいらしたり、怒りっぽくなったりもするが、それを病的な現象とネガティブに捉えるか健康人にも毎月あらわれる当たり前なこととポジティブに捉えるかで日常生活への影響は大きく変わるといわれている。」と、月経の認識・態度がその人の人生・生活の質を左右することを指摘している。
月経痛の原因として子宮内膜症や子宮筋腫といった病気があり、本人が気が付いていない場合もある。本人や周囲の、月経随伴症状は「みんなが我慢しているもの。」という思い込みから、症状を我慢・放置してしまうことがあり、腹膜炎や不妊症などの重大な病気が生じる恐れもある。
アメリカでは、アメリカ疾病予防管理センターが「性教育の重要項目」としている内容を授業で教えている学校は、国全体で高校の38%、中学校の14%という統計がある。
日本の場合、月経の問題が今まで公にされなかった要因として、月経については家庭で母親が教える「しつけ」の問題と想定されており、学校で月経に対する教育が十分にされてこなかったことに理由があるという指摘がある。
ケニアのフィールドワークでは、近代的な学校制度が導入されたことで、祖父母などに教わっていた性や身体に関する知識の伝授の機会が減り、男子はセックスの知識はあるが月経の知識はないといった、いびつな状況になっていた。
月経教育がどの教科でどのように教えられているかには、地域によって差があり、地域ごとの背景がある。日本では生理の貧困に対するバッシング、中傷が激しいが、これは日本では性教育・月経教育が著しく不十分で、男女ともに人間の身体や性的な生理現象、月経や生理痛等の個人差についての理解が乏しいためであると言われる。東日本大震災や熊本地震の避難所では、男性が月経への偏見・知識不足・女性とのコミュニケーション不足等から、救援物資の生理用品を女性1人につき1個ずつ配布したり、「生理用品は性的なもの。はしたない」として配布を止めさせるといったトラブルが起こった。
スポーツの世界でも、女性選手自身と、監督、コーチ、スタッフといった関係者には、月経について語ってはいけない空気があり、オーバートレーニングや不規則、不十分な食事による故障、体調不良といった問題により、月経不順や無月経となり、現役時の競技の成績だけでなく、引退後の心身の健康にも影響し、大きな問題となっている。女性選手に対し「月経があるうちはまだまだ練習が足りない」という指導者も少なくなかった。

#### 家庭の問題
家族以外の月経衛生対処のサポートが欠如しており、月経の問題が家族に大きく左右される場合、家族関係が生理の貧困の大きな要因になることがある。ジャーナリストのヒオカは、保護者の経済的貧困によるものだけでなく、母親が娘の女性としての成長、第二次性徴に嫌悪感を抱き、下着や生理用品を買い与えない例も少なからずあり、また裕福な家の娘でも親の意向で鎮痛剤を買ってもらえず、婦人科も受診できない例もあり、常識的対応を受けられないケースが存在することを留意すべきだと注意を促している。
日本について、甲賀かをりは、コロナ禍で生理の貧困が表面化したが、親が生理用品を与えないネグレクトなどが原因の「生理の貧困」問題は以前からあったと述べている。「#みんなの生理」が高校生以上の学生を対象に行ったアンケート調査の回答では、母親のネグレクトや、月経に対する無理解などで、生理用品を買ってもらえない、または買うお金がもらえないケースもあった。

#### 学校の問題
女性の生物学的側面以外で、生理の貧困の主要な影響として、女学生が月経になり、生理用品を持っていない場合、しばしば学校を欠席しなければならないことがある。月経による不調や困りごとは多くの女子生徒が経験し、女子教育に影響する。生理用品を購入する余裕のない低所得者層だけでなく、それ以外の女性や女子も、生理用品の入手の難しさから、教育現場や職場、公共の場所で様々な影響を受けている。また生理の貧困は、教育現場における若年女性や女子の機会損失に直結している。2021年のアメリカの学生に対する調査では、サンプルの女子の80％以上が、生理のために授業を欠席したことがあるか、知り合いに欠席した人がいることがわかった。 ユネスコの2014年の報告書によると、世界中の若い女性の10％が、生理用品等の不足により生理中に学校を休んでいる。学校の欠席は、児童婚、早期妊娠、栄養失調、家庭内暴力、妊娠の合併症としばしば相関関係にある。
日本の学校では、生徒の月経衛生対処のサポートはあまり行われていない。保健室で生理用品が受け取ることができ、生理の貧困から保健室に生理用品をもらいに通う生徒もいるが、学校によっては貸与であり、新品の返却を求める学校もある。体調に影響があっても休めないという苦言もある。「＃みんなの生理」と「日本若者協議会」が女子学生に向けて行ったアンケート調査では、生理痛に苦しむ生徒からは、生理で学校を休みたいと思った人は9割を超えるが、そのうち3人に2人は「それでも学校を休めない」と答えており、理由として成績や内申点への影響を上げている。学校での「生理休暇」の導入には、9割以上が賛意を示した。

#### 就労の問題
月経による不調や困りごとは多くの女性が経験し、女性の就労、社会進出に影響する。生理の貧困の影響による日本における1年間の労働損失は4911億円と試算されている。

#### WASH（水・トイレ・衛生）の問題
生理中の女性にとって、トイレは、単に排泄のための設備ではなく、生理用品を持ち込み、交換し、廃棄する場であることが望ましいが、そのような機能をはたしていない場合は多い。月経衛生対処のためのインフラが整っていないところでは、それを自力で解決せねばならず、月経を周囲の目から隠すというエチケットに加え、二重の負担となる。学校において、生理用品を取り換えやすいジェンダーに配慮したトイレ、清潔を保つための手洗い場の整備が必要とされている。大阪大学の杉田映理・広島市立大学の新本万里子は、ジェンダーに配慮したトイレの不足は、インフラの不備だけでなく、月経観と関係が深いと述べている。ウガンダでは、多くの女子が、生理用品購入の経済的余裕がないことだけでなく、トイレ施設の不足から、月経が始まると通学を諦めなければならない。

#### 廃棄方法の不足の問題
使用済みの生理用品の廃棄に問題を抱えている人や地域は少なくなく、この問題は公衆衛生や環境問題と関連するものである。

#### 月経観をめぐる問題

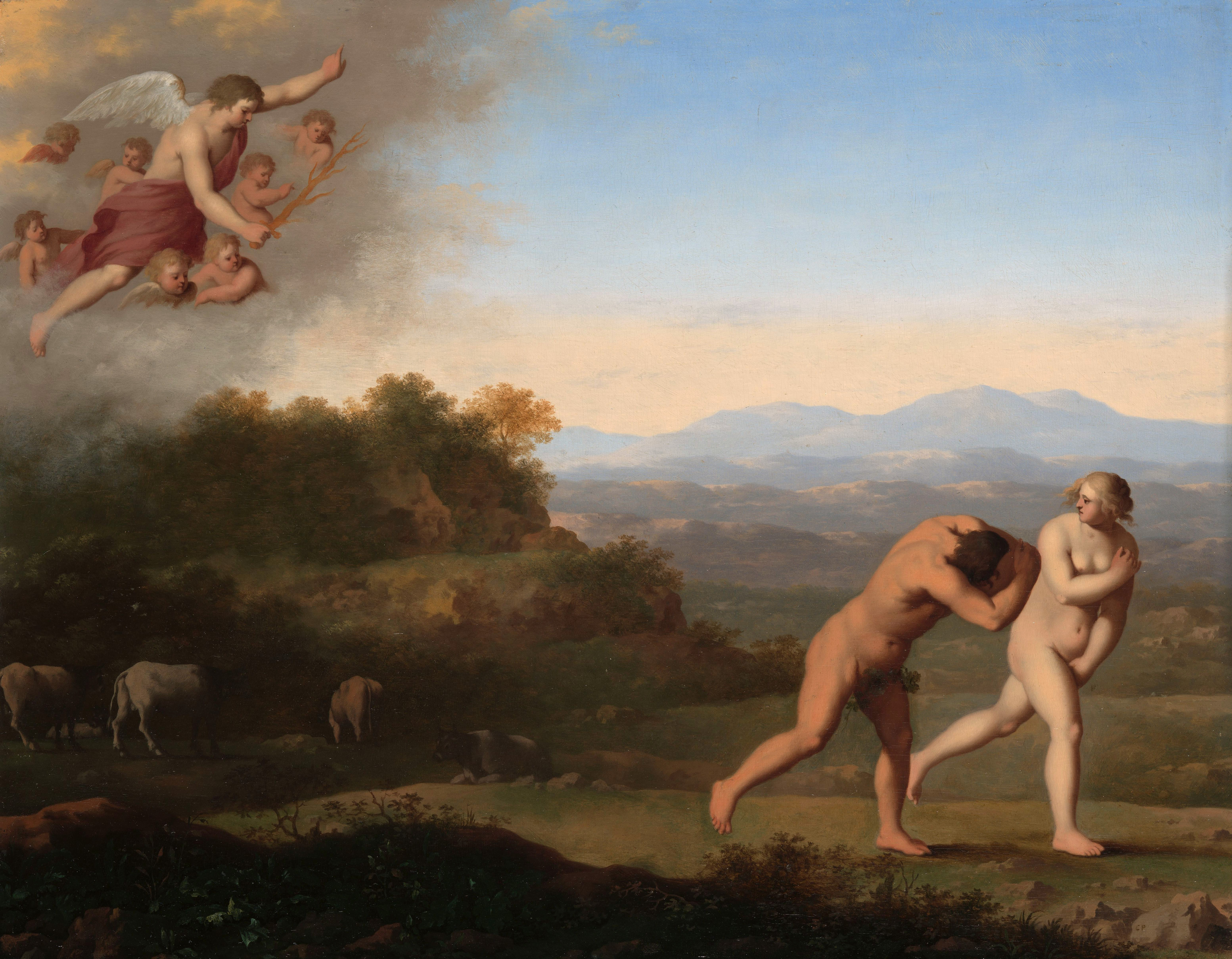
神を裏切り楽園を追放される最初の人間アダムとエバ。『旧約聖書』では、神はエバへの罰として、女性の出産の苦しみを大きく増し、それでも夫を慕い、夫に支配される者としたとされる。後に出産の苦痛の神罰が拡大解釈され、月経も含まれるようになった。

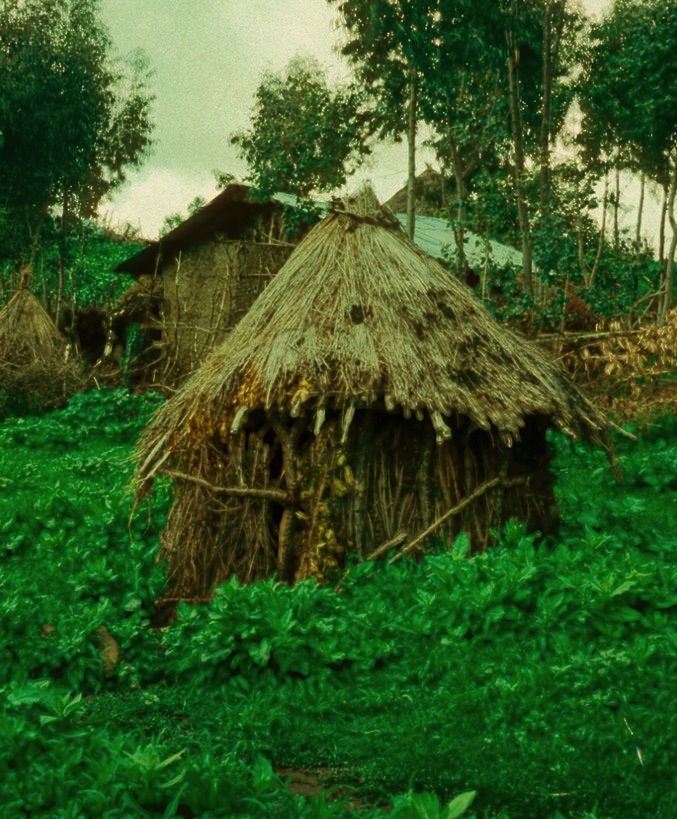
エチオピア北部のユダヤ人の村のニッダー（月経の女）小屋。『旧約聖書』レビ記では、月経中の女性は7日間穢れた（ニッダー）状態にあり、彼女が触れた人も物も夕方まで穢れるとされている。

社会における月経観には文化的側面があり（参考：文化と月経）、文化によって見方は異なる。月経は身体的な現象、生理現象であるが、女性たちはそれぞれの地域の月経に対する文化的・社会的な価値観の中で月経を経験する。月経中の女性や経血を穢れ、畏れの対象とする社会は多い。世界的に「血穢（経血の穢れ）」に基づく「月経不浄視」があり、月経は、穢れ、不浄なものとみなされたり、汚いもの、恥ずかしいものもみなされてきた。ユダヤ教、そこから派生したキリスト教、イスラム教や、それ以外の宗教的伝統は、様々な方法で世界各地で月経のタブーを形成してきた。インドで生まれた仏教は、世俗を離れ欲望を断つ出家を説き、男性修行者にとって女性（への肉欲）がいかに修行の障りとなるかが強調されており、女性の出家も認められていたが、男性中心性・女性抑圧性があり、女性不浄観、罪悪観となっていった。日本では、古代月経は神聖視されており、これは薄まりながらも平安時代中頃まで続いていたが、平安京の貴族社会を中心に穢れとしての月経観が定着していった。日本の月経の不浄視は、中国で作られ、室町時代（15世紀）に日本に伝わった偽経「血盆経」信仰に大きな影響を受けており、女性の月経の出血を罪業とみなし、女性は地獄に堕ちると説いた。
世界の主要な宗教で女性は月経があるがために穢れた存在であると説かれ、現在でも世界各地で、月経中の女性を小屋（月経小屋）に隔離する慣習や、月経中の女性は舟に乗ってはいけない、食品を加工してはいけない、といった、月経に関して女性の行動を制限する決まりが見られる。
月経をめぐって、何がどのようにタブーとされるかは文化によって異なり、生理の貧困の解消に取り組む場合、地域による文化的相違に着目する必要がある。
アメリカで2021年に学生を対象に行われた調査（対象：13歳 - 19歳）の80％が、生理にはネガティブなイメージがあると感じていた。同じ調査では、57％が、こうした否定的なイメージから影響を受けたと感じたことがあり、64％が、社会は総じて女子に生理を恥じるように教えている、と考えていることがわかった。
生理の貧困の問題は、貧困への偏見と月経への偏見という二つのタブーが重なっており、生理の貧困に陥っている人が、利用可能な月経衛生対処支援があると知っていたとしても、多くの場合スティグマ（偏見）が、その支援へに手を伸ばすことを著しく妨げている。亡命などの苦境に陥り貧困状態でも、生理用品が必要な時に助けを求めず、食事を抜いて生理用品を買うといった行動が見られる。
月経は女性特有の生理現象であるため、男性から隠されていることも少なくない。そのため、欧米や日本での月経をめぐる活動でも、月経について語ることがタブー視されていることが、幾度となく問題視されている。
月経タブーとジェンダー規範は深く結びついており、女性としての振る舞いの規範に、月経が関係していると指摘されている。杉田映理・新本万里子は、「恥ずかしいもの」「秘匿すべきこと」「秘めごと」といった月経観は、女性の身体が性的なものとして見られていること、「セクシュアルなまなざしの対象になっていることを示している。」と述べている。
月経の穢れ観は、地域によって早さに差はあるが、世界的に希薄化が進んでいる。
また、月経観はジェンダーによる差があり、男性の月経観は女性とは異なるという調査結果もある。

### 支援における配慮の必要性
貧困への偏見と月経への偏見という二つのタブーが重なる生理の貧困では、支援を受ける中で被支援者が傷つくことがあり、低所得者層向け支援における配慮不足を指摘する声もある。日本では2022年時点で、生理用品無償配布は経済的に困窮している「貧困女性」「困っている女子生徒」の相談、支援に結びつけるための手段と位置付けられており、生理用品の配布は、役所等の窓口や学校の保健室で配布されることが多く、一部の学校ではトイレ内での提供が行われている。「＃みんなの生理」の福井みのりは、「『生理について誰にも相談することができなかった』というような声もあるなか、他人に申し出なければ生理用品を入手することができないという状況は、十分に配慮がなされているとはいえません」と、被支援者側に開示を強いる対面での配布に苦言を呈している。
韓国では、低所得者層の女生徒向けの生理用品用バウチャー（金券）の支給が行われているが、ネット上ではバウチャーについて、貧困を認めてバウチャーをもらう・貧困層だけがもらえるバウチャーを持ってナプキンを買いに行く、という2段階で当事者の女生徒を2度傷つけると、配慮の欠如を指摘し、現物支給にすべきという声もある。
また、日本では生理の貧困は、生理用品を買うお金のない女性や女子がいるという問題、と捉える傾向があるが、国際的な問題認識に比べ限定的であり、福井みのりは、例えば、原因を経済的問題に限定することで、家庭の（経済的問題以外の）状況や月経について話にくい雰囲気、ジェンダーアイデンティが女性以外の人々が経験する月経などが不可視化されると指摘している。月経は単に（性自認も生物学的にも女性である）女子と女性の問題ではなく、（生物学的に女性である）トランスジェンダー、ノンバイナリー、ジェンダー不合の人々の問題も含まれる。
月経教育や月経の社会における扱いについて、月経は恥ずかしものではないという考えを推進する動きも強いが、歴史社会学者の田中ひかるは「現在、月経を「隠したい」「恥ずかしい」と考える最大の理由は、それが「シモのこと」、性に関することだからであろう。「月経は単なる生理現象なのだから、恥ずかしがるのはおかしい」と言うのは易いが、羞恥心には個人差がある。」と述べ、個々の羞恥心への配慮を呼び掛けている。

## 歴史

### 国際開発における月経衛生対処の重要課題化

17の持続可能な開発目標の一覧

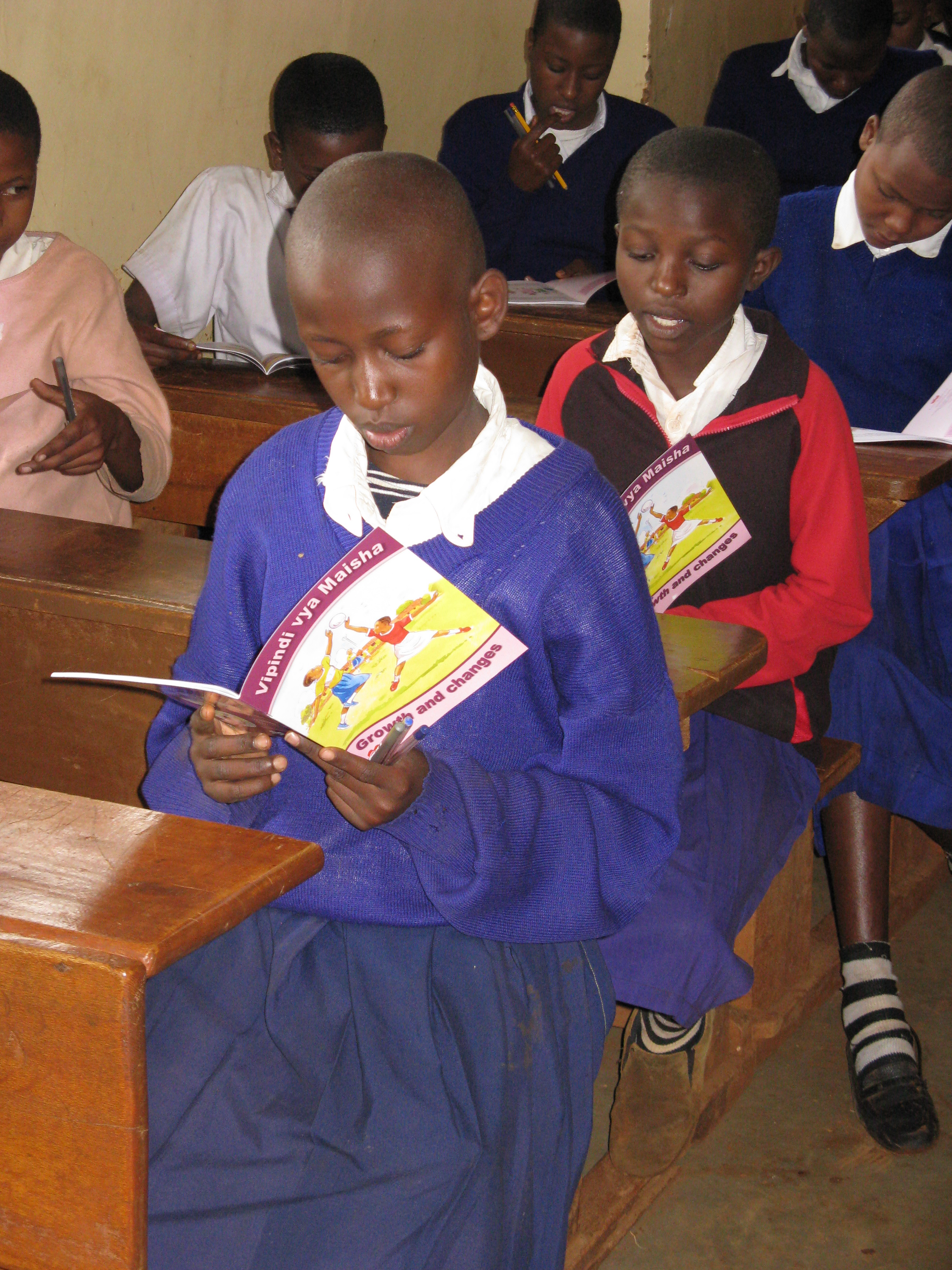
思春期と月経について学ぶ少年少女（タンザニア）

発展途上国と呼ばれる所得水準が低い国々に対して国際開発が行われており、ミレニアム開発目標（Millennium Development Goals：MDGs）の議論から持続可能な開発目標（Sustainable Development Goals：SDGs）採択に至る流れの中で、衛生改善に関連し、月経のある女子生徒の衛生環境や、月経に起因する学校の欠席、ドロップアウト、学力への影響、女性やマイノリティへの配慮の必要性が認識されるようになった。
2005年にUNICEFとIRCというシンクタンクが主催した水・衛生分野のラウンドテーブルミーティングで、インドの開発コンサルタントがプレゼンテーションで月経衛生の必要性を提言し、この時初めて月経衛生対処（Menstrual hygiene management、MHM）という言葉がMHMという略語と共に使われた。徐々に国際開発関係者の間で月経が重要な問題として認識されるようになり、女子の就学率向上、ジェンダー平等化の観点、リプロダクティブ・ヘルス/ライツの保健維持の観点から、女子生徒の月経衛生対処が重要視されるようになった。月経衛生対処を推進するNGOは、「沈黙を破れ」というスローガンを掲げ、女性の立場に目を向けない男性中心の社会において、語ることが憚られてきた月経について、沈黙を破り、積極的に語ることで、月経をめぐる問題を開発課題の俎上に載せることを目指した。
月経衛生対処は、発展途上国の女性・女子の生活の質やウェルビーイングにつながるものとして、2010年ごろから徐々に国際開発において推進の波が広がっていった。「学校に女子専用のトイレや生理用品を捨てる場所がないため、多くの女子生徒は生理中に学校を欠席すること、そして初潮を迎える前に月経についての知識がなく、不安を抱えたりすることが多いこと」が問題視され、2010年には、MDGs の第7の目標として「環境の持続可能性の確保」が、2015年に採択された SDGs の第5目標として「ジェンダー平等とすべての女性・女児のエンパワーメント」が設定された。

### 欧米先進国での「生理の平等化」ムーブメント

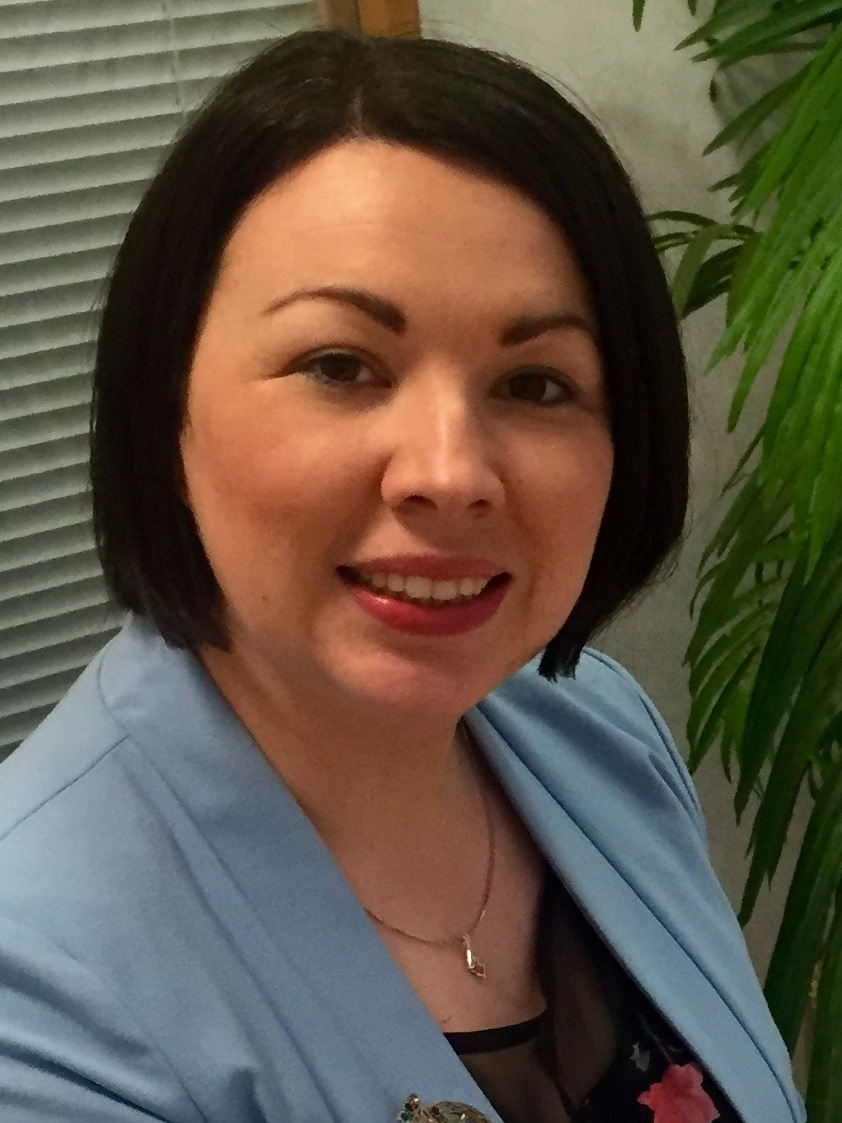
スコットランドにおける生理用品無償提供の法制化を主導したモニカ・レノン議員

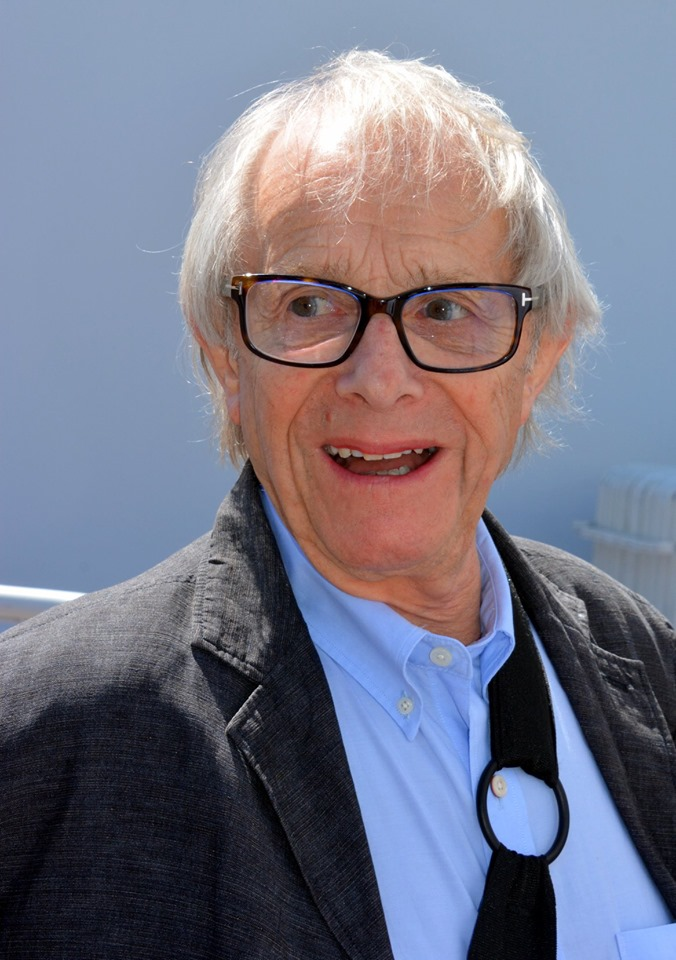
ケン・ローチ

国際開発における月経衛生対処推進の動きの数年後から、先進国でも女性の月経をめぐる問題解消を求める「生理の平等化（period equity）」ムーブメントが起こった。「生理の平等化」とは、月経のある誰もが当たり前に生理用品を入手できる状態のことある。
2015年頃にフランス、アメリカ等で、生理用品を付加価値税の対象から外し、生活必需品同等の消費税にすることを求めるタンポン税廃止のムーブメント、学校での生理用品無償提供を求めるムーブメントが各地で起こり、2016年にイギリスでマスコミが、経済的理由から生理用品が買うことが困難な状況を「生理の貧困」と表現し、ケン・ローチの2016年の映画『わたしは、ダニエル・ブレイク』やスコットランド議会、ウェストミンスターの政治家らが生理の貧困がもたらす屈辱的な状況に焦点を当て、月経の不平等が初めて公にされようとしている、等と報じた。（『わたしは、ダニエル・ブレイク』では、主人公のシングルマザーの女性がタンポンを万引きして捕まるエピソードが描かれている。）生理の貧困という言葉は、イギリスの緊縮財政政策による市民の苦境とフェミニズムの台頭の中で生まれた。無論、生理の貧困と呼ばれる問題は、この言葉ができる以前から長く存在しており、フードバンクやホームレス保護施設では以前から明白に認識されていた。
2017年3月にイギリスの慈善団体 Freedom For Girls が発表した報告書では、イギリスの生徒たちは生理用品を買う余裕がない時は日常的に学校を欠席し、場合によってはトイレットペーパーやセロテープ、古い靴下などを代わりに使用して乗り切っており、月経をめぐる問題が教育、尊厳、健康などの権利に関わる人権問題であることが示され、これにより問題が一般に認識されるようになっていった。1017年4月には、17歳のインド系の高校生アミカ・ジョージが、生理の貧困解消を目指す活動をはじめ、「Free Periods」を設立し、首相官邸前での抗議集会を主導し、嘆願書には20万人近くの署名が集まった。
イギリスのマスコミが「生理の貧困」という表現を用いて以来、経済的問題に起因して生理用品が入手困難な状況、女性の月経の問題を打開し、「生理の平等化」を求める動きが世界的に広がり、スコットランド、イングランド（イギリス）、アメリカのいくつかの市や州、ニュージーランド等で、政策として学校で生理用品を無償提供する地域が増え、税率低減を実施する国・地域も増えていった。「生理の貧困」対策は、「生理の平等化」にあたる。

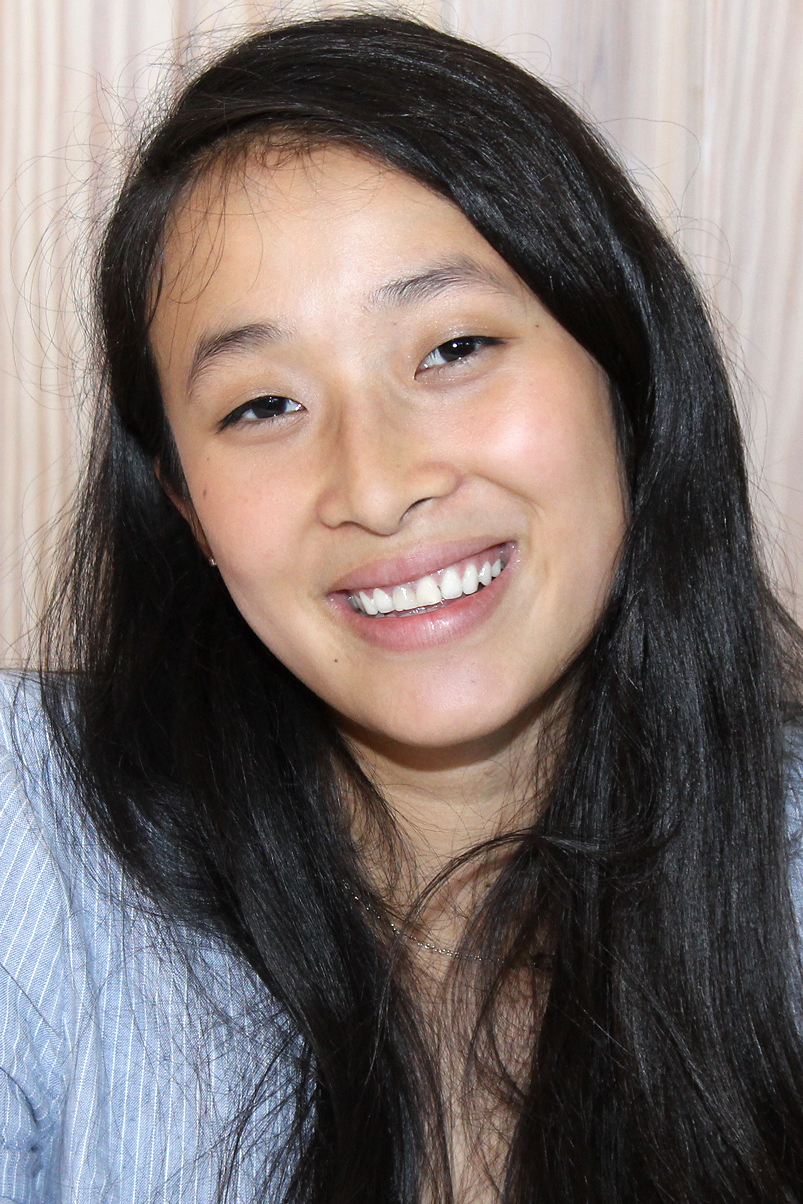
ナディア・オカモト

アメリカでは「タンポン税」を廃止して低所得者層でも生理用品が入手しやすくなるよう、「生理の平等化」を求めて各地でデモが行われ、2014年にオレゴン州の高校生ナディア・オカモトとヴィンセント・フォランドによって 「Period」というNGOが設立され、活動を続けている。彼らは2019年10月19日に「National Period Day（全国生理の日）」を開催し、全米各地でデモ行進も行われた。
イギリスで生理の貧困の問題は、新自由主義的緊縮財政の下で、2016年以降、広範な社会文化的注目を集める「ホットトピック」となっている。貧困への偏見と月経への偏見という二重のタブーに、さらに一般大衆の「緊縮財政に対する沈黙」が絡み合っており、このような政治運動が盛り上がりづらい状況にもかかわらず、様々な形のデジタル・アクティビズム（「#FreePeriods」「#EndPeriodPoverty」）や、これに関わるアリーシャ・ディクソンや最大手生理用ナプキンブランド「Always」のような有名人やブランド、マニフェストに生理の貧困撲滅を盛り込む政党等、運動は活況である。サラ・ デ・ベネディクティスは、継続的な福祉国家の解体と貧困の個人化（貧困が個人の責任に帰せられる傾向）、月経に焦点を当てた「ポピュラー・フェミニズム」とフェミニスト・アクティビズムの亢進、そして、セレブ、芸能人、国会議員、王族などの著名人が慈善事業として支援している、という3つの大きな力が絡み合った結果であると述べている。
アメリカでは反月経教育の動きがあり、一部の保守勢力の間で月経が性的な話題として認識されるようになっている。フロリダ州では性教育に対する州の管理強化の一環として、共和党下院議員スタン・マクレーンが法案 HB 1069 を議会に提出した。この法案は、6年生（12歳）以下の生徒に対して（これ以前に月経がくる女生徒も多いにもかかわらず）人間のセクシュアリティ、性感染症、月経など「生殖に関する健康」について指導することを禁止するものである。内容が明らかになると「生理と言うな」法案と呼ばれ、反対意見も多かったが、両院を通過し、2023年5月にロン・デサンティス知事が承認し、前年に議論を読んだ通称「ゲイと言うな」法の拡張として、7月1日に発効された。女生徒たちの月経への誤解や恥辱感を強めると懸念されている。また、こうした動きは、反LGBTQ+、トランスフォビアとの関連が指摘されている。

### アジアでの動き

#### 韓国
韓国では、月経を公で話題にすることは不適切であると広く考えられており、しばしば婉曲的に表現される。女性特有の健康課題をタブー視する雰囲気があり、婦人科は「産婦人科」と呼称されており、婦人科は「妊娠して初めて受診するもの」という考えから、受診を控える女性が多い。社会的に、月経を汚いものと考え、忌み嫌う風潮がある。
韓国は資源に乏しいため、紙・パルプ製品が高い傾向があり、2010年代に特に生理用品の価格が著しく上昇し、1枚の価格平均は331ウォン（約32円）と、日本やアメリカの約17円に比べ1.8倍も高くなっていた（2017年時点）。
2016年には、生理用品の韓国シェア1位のユハン・キンバリー社が商品の値上げを発表し、インターネット上でこれに反対し、「生理用ナプキンを買うお金がなく靴の中敷きを使っている友達がいた」「生理用ナプキンが高過ぎるので、ティッシュを使うこともある」等の体験談の書き込みが相次ぎ、SNSで広く拡散し、ニュースで報道され、多くの女性に衝撃を与えた。また、ある男性地方議員が「“生理帯（ナプキンの韓国式表現）”という言葉は聞き苦しい」と月経は不潔だと言わんばかりの発言を行ったこと、国が被災現場への支給する「応急救護キット」から生理用ナプキンを外す決定が下されたことをきっかけに、怒った女性たちが「生理用ナプキンの値上げ反対」を掲げ、仁寺洞の工場の壁一面に生理用ナプキンや女性用下着や、メッセージを張り出す等などのデモ活動を行った。
「靴の中敷きでナプキン代用」問題をきっかけに、ある国会議員は各学校での生理用ナプキンの配備を義務付ける法改正案を発議した。また、所得や年齢など一定の条件を付け、該当者に生理用品購入のための5000 - 1万ウォン（約450 - 910円）バウチャー（金券）の支給が始まった。
行政の低所得者層向けの生理用品支援に、価格の安さと一つ買うともう一つ無料マーケティングでで知られるケックッタンナラ（きれいな国。旧 大韓パルプ）社の生理用品ブランド・リリアン（韓国でのシェア20％）が使われるようになり、2016年に7万人にリリアンの生理用ナプキンが提供された。
しかし、2017年には、リリアンの生理用ナプキンを使うと月経の出血が少なくなる・止まる、月経不順になる、月経が長期的に止まるといった副作用があることが取り沙汰されるようになり、韓国女性環境ネットワーク（KWEN）は、リリアンの生理用ナプキン使用後に健康上の問題を報告した消費者約3000人の事例分析の結果を発表し、回答者の10人中6人が月経周期の変化を経験しうち、約86%が月経出血量の減少を、68%が生理痛の悪化を経験したと示された。さらに3月に公開討論を行い、韓国の生理用ナプキンの揮発性有機化合物（VOC）含有量に関するデータを初めて公開し、リリアンがその筆頭に示され、同協会は生理用ナプキンに含まれる化学物質開示の義務化を訴えた。国の食品医薬品安全処の動きは一貫して鈍いものであったが、ようやく調査を行い、その結果、生理用ナプキンと下着の接着部分から発ガン性物質の揮発性有機化合物が検出された。被害を訴える人々のオンラインコミュニティの会員数は1万6000人を超え、5300人を超える消費者が一人当たり300万ウォン相当の損害賠償を求め集団訴訟が行われている。
韓国政府は生理用品用に含まれる揮発性有機化合物を規制しておらず、健康への影響を評価する世界的に標準的な方法がないため、健康への影響を定義するのは難しい面がある。食品医薬品安全処は、リリアンの生理用ナプキンに含まれる揮発性有機化合物の含有量は安全の範囲内だと発表した。騒ぎの最中に韓国女性環境ネットワーク（KWEN）が示した生理用品の影響の研究の対象には、ユハン・キンバリーのような他の大手ブランドも含まれていたことが後に明らかになり、同協会がリリアンを標的にしたのではないかと騒ぎになった。ケックッタンナラは同協会の幹部2人に対し、リリアンのイメージと売り上げを著しく損なったとして、3億ウォン（27万9000ドル）の損害賠償を求めて訴訟を起こした。
韓国では、①月経自体について堂々と話せる権利、②月経とそれに伴う困難について差別されない権利、③適切で安全な生理用品を必要とする人が誰でも簡単に入手できる権利、の3つが「月経権」と呼ばれ、継続的に議論されてきたが、上記の「靴の中敷きでナプキン代用」問題、リリアンの「生理用ナプキン事態」によって大きなうねりが起こり、社会的に月経権について議論が巻き起こった。月経権は女性の健康と権利に関連する形で、フェミニズムや女性主義議論と連結して解釈されている。国立民族学博物館の諸昭喜によると、一つの性別だけの議論はもう一方の性別からの反発を生むため、月経権議論によってフェミニストまたはアンチ・フェミニストの烙印が押されたり、男女で分かれて争う構図がある。ジェンダー問題に対する忌避と反感から、月経権が否定されたり、女性の健康や月経権について全般的な議論が避けられ、断片的な議論に留まる傾向があり、一部の経済的な生理の貧困に対してのみ、行税の支援と議論が熱心に行われている。

#### 日本
日本では、2019年に大学生だった谷口歩実、福井みのり、塩野美里が「＃みんなの生理」を立ち上げ、「生理用品を軽減税率対象にしてください！」という署名を始めた頃から、メディアに取り上げられるようになったと言われ、福井みのりは「生理の貧困」という言葉は、英語の Period Poverty を自分たちが直訳したものだと述べている。この問題を取材してきたNHKの市野凜によると、NHKが「生理の貧困」について報道を始めた2021年3月時点で、日本ではほとんど知られていない言葉であったという。
歴史社会学者の田中ひかるによると、日本では2010年代後半から「生理についてもっとオープンに語ろう」という「第３次生理ムーブメント（生理ブーム）」と呼べる状況が続いており、これにより日本の月経タブー視が急速に薄まり、そこにコロナ禍が重なったことで「生理の貧困」問題が可視化された。第３次月経ムーブメントとしては、漫画・映画『生理ちゃん』のヒット（Webマガジン『オモコロ』にて2017年1月から小山健が連載、単行本刊行後、2019年に二階堂ふみ主演で映画化）、インドで生理用ナプキンの生産・普及に努めた男性を描いた映画『パッドマン』の公開、ユニ・チャーム社による「#NoBagForMe（ノーバッグフォーミー、「生理用品を購入する際の紙袋や不透明袋（中身が見えない袋）は不要」というメッセージ）」プロジェクトなどがあり、こうしたムーブメントの背景として、フェムテック市場の拡大、SNS発達で女性の発言が容易になったこと、世界的な「生理の平等化」の動きなどがある。
コロナ禍拡大で小売業や飲食業などの女性の比率が高い職場で失業や収入減が起きたことで、「生理の貧困が途上国だけのものでないこと、健康的な生活を送る条件においてジェンダーによる差異があること」が顕わになった。NHKの市野が取材を始めたきっかけは、コロナ禍で複数の支援団体から「支援物資を準備すると生理用品がすぐになくなる」という声を聞いたことである。しかし、学校や行政の福祉窓口等に取材しても、月経に関する相談を受けることはなく支援は行っていないという回答で、問題の実態はつかめなかった。
市野は「＃みんなの生理」から、ネット署名などを通じて「生理用品に困っている」という声が数多く集まっていると聞き、生理用品の問題は面と向かって誰にも相談できず、ネット上でしか声が上がっていない実態を知った。「＃みんなの生理」はオンラインアンケートによる実態調査を行い、市野は当事者への取材を進め、2021年3月、NHKの朝のニュース番組「おはよう日本」で実態調査の中間結果と取材した当事者の声を伝えると、このニュース記事はSNSで広く拡散され、同意する当事者の声が多く上がり、調査結果は各メディアも取り上げ、国会でも「生理の貧困」に関する質問が散見された。東京都の豊島区が2021年3月から生理用品の無償配布にいち早く取り組み、こうした動きが全国に広がり、生理の貧困の認知度は一気に高まった。
NHKの取材班は、「コロナ禍での金銭的な困窮」という狭い意味で捉えられてしまったと反省し、それを踏まえ、国際NGOプラン・インターナショナルによる新たな調査等から経済的な側面以外の背景も取り上げ、4月のクローズアップ現代プラス「生理の貧困 社会を動かす女性たち」では、社会全体の問題としてとらえ、どう解決していくべきか、世界の取り組みと共に紹介した。
2021年6月に政府が発表した「経済財政運営と改革の基本方針（骨太の方針）」で、生理の貧困への対策が日本で初めて明記され、2021年度から国が調査を始めることや、自治体の対策を国が後押しすることなどが決まり、「女性活躍・男女共同参画の重点方針2021」で、生理の貧困を「健康や尊厳に関わる重要な課題」だと述べたが、欧米諸国の一部で導入されている生理用品への課税の撤廃のような、月経のある人すべてに益する制度変更等の改革は行われなかった。
上智大学の田中雅子らは、「内閣府男女共同参画局のWEBサイトが、生理の貧困を「経済的な理由で生理用品を購入できない女性や女の子がいる」とだけ説明していることからも、日本では、社会的、政治的、文化的障壁への着目が不足していることがわかる。」と、日本における認識の狭さを指摘している。
反貧困ネットワークが主催する「貧困ジャーナリズム大賞2021」で、NHKの取材チームが、若い女性が苦しんでいる状況を番組やネットで発進し続け学校や公共施設でのナプキン無料配布につなげた点が評価され、「貧困ジャーナリズム大賞」を受賞した。
日本におけるバッシング
世界的に、女性の身体の安全や健康を守るためには、月経にまつわる諸問題、生理の貧困の解消が必要だという認識が広がっていいるが、日本で生理の貧困が知られるようになった際には、男女両方から激しいバッシングが起こった。大妻女子大学の田中東子は、コロナ禍で起こった生理の貧困バッシングは、次の2つに大別されると述べている。
1. 「スマホを持っているくせにナプキンを買えないなんて嘘だろう」「スタバやタピオカを飲む金があったらナプキンを買え」といった、新自由主義的な自己責任論のバッシング
2. 「また女性だけが優遇されている」「女性の生理に補助が出るなら、男性の性欲処理にも金を出せ」といった、性差別的バッシング[69]

田中によると、1 は、社会には公助も共助もなく、自助のみで生きていくのだという強烈なイデオロギーを抱く人々で、生理の貧困は節約のみで解決できると思い込んでおり、生理の貧困には経済的貧困以外の側面があると理解していないためであり、2 は、女性に対する差別意識や、月経や女性が日本社会の中でいかに不平等な扱いを受けているかを理解していないという無知によるものであったりする。日本は学校教育での性教育が著しく不十分であり、人間の身体や生理現象について正しい知識を教わる機会がほとんどなく、男性だけでなく女性も女性の身体に対して無知な傾向があり、女性にも、自分の身体的・社会的経験から外れることについて「嘘」だという短絡的思考に陥り、他者の経験や苦しみを否定し、性差別的なバッシングを行う人がいる。

#### インド
ハッピー・トゥ・ブリードを参照。

## 施策とそれに対する反応

### イギリス

#### スコットランド
スコットランドでは、約5人に1人が生理の貧困を経験している。スコットランド労働党の議員モニカ・レノンが先頭に立って行った、月経に関する公の議論を根本的に変えた4年間にわたる草の根キャンペーンを経て、2020年11月、スコットランド議会において生理用品の無償提供に関する法律が成立した。これによりスコットランドは、生理用品への無料かつ普遍的な（対象を限らない）アクセスを提供する世界初の国となり、地方自治体には対象者が無料で生理用品を入手できるようにする法的義務が発生した。学校や公共施設における生理用品の無償配布は、2018年に市内の全校に拡大され、2021年時点で各自治体と提携した企業が学校・図書館・美術館などに生理用品を供給しており、年間の予算は￡870万と見積もられている。
スコットランドの試みで重要で新しかった点は、すべての国民を潜在的に月経があるものとして平等に扱い、生理用品を入手する権利を保障したことだった。多くのメーカーの生理用品が、引き続きスーパーマーケット、薬局、オンラインで販売されている。

#### イングランド
イギリスでは、2017年の調査（対象：14 - 21歳）での10人に1人が生理用品が買えなかったことがあるという結果、コロナ禍でロックダウンのあった2020年の調査の10人に3人が生理用品を購入・入手できなかったという結果の影響もあり、2021年1月から生理用品に対する付加価値税（通称タンポン税）が廃止された。

### フランス
フランス国内では、「生理の貧困」の問題を持つ女性が170万人以上いた。2020年、フランス政府はホームレス女性や刑務所にいる女性を対象に生理用品を無償とする施策を発表し、2021年2月に全ての大学生を対象に生理用品を無償で配布することを発表した。

### ニュージーランド
ニュージーランドでは、2021年6月から学校施設において生理用品を無償で配布することが決定した。

### アメリカ合衆国
2017年、アメリカ司法省は、受刑者に無料で生理用品を与えるように、管轄の刑務所に指示を出した。
2019年現在、アメリカの50州のうち35州が、生理用品を生活必需品に分類せず課税対象としており、また、生理用品はアメリカのフードスタンププログラム（補助的栄養支援プログラム）、女性・乳児・児童に対する特別補助栄養プログラム（WIC）の対象外である。
カリフォルニア州では、2021年10月に新法案が施行され、州内の公立学校と大学で、2022年 - 2023年の学期から、生理用品を無料で配布することとなった。
2019年10月、ニューヨーク市は市内の公立学校全てで、ナプキンとタンポンを無料で提供することを発表した。
ミシガン州アナーバー市は、アメリカ国内で最初に、市内全ての公衆トイレに生理用品の無料提供を義務付けた。

### 韓国
韓国では2016年の「靴の中敷きでナプキン代用」問題をきっかけに、所得や年齢など一定の条件を付け、該当者に生理用品用のバウチャーの支給が始まった。
また、月経権の公論化を目指す権秀静（クォン・スジョン）市議の発議で、2019年11月にソウル市で、満11歳から18歳の全ての女子児童に対して生理用ナプキンを支給するとした条例改正案が可決された。従来の同市の子ども・青少年人権条例では、衛生用品の支援対象は「貧困の子ども・青少年」に制限されていたが、「貧困」の文言を削除し、生理用品が必要な全ての女子児童を対象とした。2018年末時点で約32万5000人が対象で、年間約410億ウォン（約38億円）の予算が必要と試算されている。

### インド
インドでは生理用ナプキンに12％の税がかかっており、物議を醸していたが、権利団体や著名人によるキャンペーンを受け、インド政府は2018年にこれを撤廃すると発表した

### 日本
東京都の豊島区が2021年3月から生理用品の無償配布にいち早く取り組み、こうした動きが全国に広がり、2021年5月の時点で、全1724自治体のうち255自治体が行っている（内閣府調べ）。

#### 実態調査
2022年2月、日本の厚生労働省が、18歳から49歳の女性3000人を対象に、「生理の貧困」問題の事態調査を行い、3月23日に調査結果を報道発表した。標本全体のうち8.1%が生理用品の購入に苦労した経験が「よくある」「ときどきある」と回答した。世帯収入3000万円未満の人では、生理用品の購入に「苦労したことがない」人は7割以下で、購入に苦労した最大の理由は「自分の収入が少ない」で、その次が「自分のために使えるお金が少ない」だった。生理用品を購入できないときの代替措置として、50％が生理用品の交換頻度を減らし、また40%以上がトイレットペーパーなどで代用していたと回答し、こういった対処をしている人の70%以上が外陰部のかぶれやかゆみを自覚した。生理用品の購入に苦労した人の69.3%が、心理的な苦痛を感じていることも上げられた。
一方で、生理用品の購入に苦労した経験がある人のうち、50%近くが自治体が生理用品を無償提供していることを知らなかった。また、標本全体のうち、無償提供の制度があることを知っている人でも、利用したことがあるのは17.8%だった。利用しなかった人の70%近くが「使う必要がない」と答えた一方で、理由として「申し出るのが恥ずかしかった」が8.5％、「人の目が気になる」も7.8％あった。